# Doyen de Chelmsford

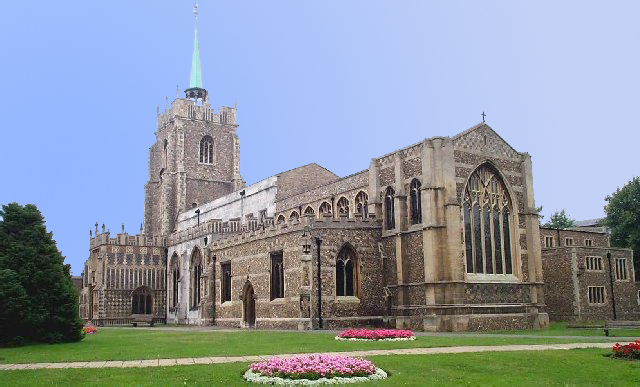
Cathédral de Chelmsford

Le doyen de Chelmsford (Dean of Chelmsford en anglais) est le chef (primus inter pares - premier parmi ses pairs) et président du chapitre des chanoines de la cathédrale de Chelmsford, l'église cathédrale de St Mary the Virgin, St Peter et St Cedd. Avant 2000, le poste était désigné comme provost, qui était alors l'équivalent d'un doyen dans la plupart des cathédrales anglaises . La cathédrale est l'église mère du diocèse de Chelmsford et siège de l'évêque de Chelmsford. Le doyen de Chelmsford est également responsable de la chapelle de St Peter-on-the-Wall à Bradwell-on-Sea , fondée par St Cedd, parmi les plus anciennes église en usage en Angleterre.
Le doyen actuel est Nicholas Henshall .

## Liste des doyens
| - 1929–1949: William Morrow - 1949-1951: Charles Waller - 1951–1966: Eric Gordon - 1966–1977: Connop Price - 1978–1981: Dick Herrick - 1982–1996: John Moses - 1997–2000: Peter Judd (devenu Doyen) | - 2000-6 octobre 2013: Peter Judd - 6 octobre 2013-2 février 2014: Ivor Moody, Vice Doyen (Agissant) - 2 février 2014-présent: Nicholas Henshall |